# Jeong Chil-seong
Jeong Chil-seong (정칠성, 丁七星 ; probablement née en 1897 et probablement morte en 1958), également connue sous son pseudonyme Geumjuk (금죽, 錦竹/琴竹), est une danseuse, féministe et militante du mouvement d'indépendance coréen. Née à l'époque Joseon, elle meurt en Corée du Nord.

## Biographie
Jeong Chil-seong naît dans la province de Daegu, l'une des vingt-trois provinces du royaume de Joseon. Elle vient probablement d'une famille pauvre. On ne connaît rien de son enfance ou de sa famille.
Elle est inscrite à un cours de kisaeng dès l'âge de sept ans, alors que l'âge moyen des inscrits à cette époque est de douze ou treize ans. Elle commence immédiatement à travailler comme courtisane : ce rôle implique une importante éducation de poésie et musique, mais n'a aucune valeur sociale.
Jeong Chil-seong milite au cours du Mouvement du 1er mars, une résistance publique contre l'occupation japonaise en 1919. Elle organise des groupes de kisaeng pendant le mouvement. Elle se construit également une conscience de classe au moment de la rébellion, alors que les kisaeng se constituent en syndicats.
Elle étudie l'anglais au Japon en 1922 pendant un an à l'âge de 15 ans. Elle retourne ensuite à Daegu pour créer l'Organisation des femmes de Joseon (조선여성동우회), un groupe socialiste de défense des droits des femmes[réf. nécessaire]. D'autres féministes socialistes nord-coréennes partageant ses idées sont Ju Se-juk et Hoe Jong-suk.

## Prises de position
Jeong Chil-seong estime que la libération économique permet de combattre l'aliénation des femmes et que sans libération du prolétariat, il ne peut y avoir de libération des femmes.
Elle critique la vision féministe radicale de Na Hye-sok, estimant que la liberté des femmes est réservée à celles qui en ont les moyens financiers et sociaux. Elle s'oppose également à la vision occidentale du féminisme libéral, qu'elle ne trouve pas applicable à la société féodale coréenne où 90% des femmes sont illettrées à l'époque.
Elle apprécie le personnage principal du roman d'Alexandra Kollontaï qui quitte le foyer mais continue à assurer un travail de soin pour les personnes pauvres et les ouvriers.